# Velký Bratr
Velký Bratr – czeska wersja programu reality show Big Brother (emitowanego także w Polsce). Zrealizowano tylko 1 edycję widowiska, którą emitowano przez 113 dni, na antenie stacji TV Nova, od 28 sierpnia 2005 r. do 18 grudnia 2005 roku (na początku finał programu zapowiadano na 5 grudnia 2005 roku). Grę rozpoczęło (podobnie jak w innych edycjach na całym świecie) 12 osób – 6 kobiet, oraz 6 mężczyzn, jednak w ciągu całej edycji przez program przewinęło się 17 uczestników – 9 kobiet i 8 mężczyzn. Program z powodu niskiej oglądalności został przeniesiony z godziny 20 na 17.15 – większą widownię miała edycja słowacka emitowana w tym samym czasie. Zwycięzca – 24-letni David Šín otrzymał nagrodę w wysokości 10 milionów koron.
Program budził spore kontrowersje w Czechach, RRTV – odpowiednik polskiej KRRiT nałożył na stację 25-milionową karę grzywny.

## Uczestnicy
- David "Shrek" Šín – 1 miejsce
- Eva Horzinková – 2 miejsce
- Filip Trojovský – 3 miejsce
- Lena Záhorská – 4 miejsce
- Renata "Kajdžas" Angelov – 5 miejsce
- Milan Pešek – 6 miejsce
- Sylva Ondrušíková – 7 miejsce
- Markéta Zapletalíková – 8 miejsce
- Karel Frýd – 9 miejsce
- Oksana Korotchuk – 10 miejsce
- David Hartman – 11 miejsce
- Terezie Olivová – 12 miejsce
- Šárka Šusterová – 13 miejsce
- Jaroslav Nýdecký – 14 miejsce
- Petr Smětala – 15 miejsce
- Petr Běhounek – 16 miejsce
- Klára Horzinková – 17 miejsce